# Suriname Investment and Trade Agency
Suriname Investment and Trade Agency (SITA) is een Surinaamse overheidsinstelling die in 2021 werd opgericht om export en buitenlandse investeringen in Suriname te stimuleren.

## Werkzaamheden
SITA stimuleert enerzijds handel met het buitenland door bijeenkomsten voor bedrijven te organiseren. Op 24 juli 2023 organiseerde het een bijeenkomst met ConnectAmericas, de grootste zakelijke en ook virtuele gemeenschap van Amerika die in het leven werd geroepen door de Inter-Amerikaanse Ontwikkelingsbank (IDB). In juni 2024 tekende SITA een memorandum van overeenstemming met Guyana Office for Investment (GO-Invest) om de investeringen en handel tussen beide landen te bevorderen.
Daarnaast worden investeringen in Suriname gestimuleerd. Via president Santokhi en minister Ramdin van Buitenlandse Zaken, Internationale Business en Internationale Samenwerking wordt SITA betrokken bij de ondersteuning van buitenlandse investeerders, zoals in augustus 2023 bij de investeringsplannen van een Braziliaans veebedrijf in Suriname. Ook brengt de president SITA onder de aandacht bij investeerders in het buitenland, zoals tijdens een bilateraal overleg met premier Jan Jambon van Vlaanderen in juli 2023 en tijdens het Suriname Business Forum in New York in september 2023 In juli 2024 tekende de SITA een memorandum van overeenstemming voor samenwerking met de Suriname-Guyana Kamer van Koophandel.

## Oprichting
SITA fungeert als de investeringsarm van de Surinaamse regering. Het was eind 2021 de opvolger van Investsur en IDCS die onder vorige regeringen niet succesvol van de grond waren gekomen. Voor de oprichting van SITA werd gewerkt aan een nieuw en naar verwachting efficiënter raamwerk. In maart 2022 was er een delegatie van de Agência Brasileira de Promoção de Exportações e Investimentos (ApexBrasil) om bij de oprichting van SITA te ondersteunen. Deze samenwerking kwam tot stand na het staatsbezoek van president Jair Bolsonaro aan Suriname in januari 2022. In april 2022 bezocht ook de Caribbean Export Development Agency (CEDA) Suriname voor technische assistentie aan SITA.